# Haryzont Minsk
L'Haryzont Minsk (in bielorusso Гарызонт Мінск?) è una società cestistica, avente sede a Minsk, in Bielorussia. Fondata nel 2010, gioca nel campionato bielorusso.